# La Cure
La Cure é uma aldeia do cantão de Vaud, do distrito de Nyon na Suíça e que faz fronteira França-Suíça com Les Rousses do lado francês
A cerca de 20 km de Nyon, a localidade encontra-se na estrada do colo da Givrine e no percurso da linha do caminho de ferro; Nyon–St.Cergue–LaCure-Morez.

## História
Em 1862 pelo Tratado des Dappes entre a França e a Suíça a maioria da aldeia é integrada na jurisdição desta e algumas casas antigamente francesas passam a ficar no território suíço. Um certo Ponthus constrói uma casa sobre a linha de demarcação e que virá mais tarde a ser em francês:  L'hôtel Franco-Suisse o L’Arbézie. Durante a guerra de 14-18 o local fui largamente para a passagem entre os dois países .